# Уайтмен, Уильям
Уильям Персихаус Делайл Уайтмен (англ. William Persehouse Delisle Wightman; 4 июня 1899, Streatham Hill, Большой Лондон или Лондон — 15 января 1983) — британский историк науки. Доктор философии (1932), член Королевского общества Эдинбурга (1934).

## Биография
Шотландского происхождения. Получил образование в Истборнском колледже, а затем в 1916 году поступил в Имперский колледж науки и технологий в Лондоне учиться на химика. Окончил его в 1922 году после перерыва на службу в Корпусе подготовки офицеров Лондонского университета. Получит назначение в штат Эдинбургской академии и в конце концов возглавит там научный отдел. В 1927 экстерном сдал экзамен на недавно появившуюся степень магистра наук M.Sc. по истории, методам и принципам науки в Лондоне. Несколько лет готовит диссертацию на тему «Наука и монизм» и в 1932 там же в Лондоне получит докторскую степень. В 1934 она будет опубликована в виде книги, в том же году он будет избран членом Королевского общества Эдинбурга. Напишет научную историю науки «Рост научных идей» (1950). Когда в 1951 году правление Абердинского университета введет должность лектора по истории и философии науки — ее получит Уайтмен. С 1955 ридер, с 1968 в отставке. Автор отчета о вкладе в химию восемнадцатого века Уильяма Каллена. Также написал брошюру «Наука в Шотландии» (1947). В 1968 поселился близ Оксфорда. В 1972 году опубликовал «Науку в обществе эпохи Возрождения» — собственный взгляд на развитие науки примерно с 1450 по 1620 год. Член-основатель Британского общества истории науки и его президент в 1970-72.
Вдовец.